# Youssef Mohamad
Youssef Wasef Mohamad (ur. 1 lipca 1980 w Bejrucie) – libański piłkarz występujący na pozycji obrońcy. Zawodnik klubu Al-Ahli Dubaj.

## Kariera klubowa
Mohamad zawodową karierę rozpoczynał w 1999 roku zespole Safa Sporting Club. W 2000 roku dotarł z nim do finału Pucharu Libanu. W Safie spędził 3 lata. W 2002 roku przeszedł do drużyny Olympic Bejrut. W 2003 roku wywalczył z nią mistrzostwo Libanu oraz Puchar Libanu. Graczem Olympiku był przez 2 lata.
W 2004 roku Mohamad wyjechał do Niemiec, by grać w tamtejszym zespole SC Freiburg z Bundesligi. Zadebiutował w niej 7 sierpnia 2004 roku w zremisowanym 0:0 pojedynku z Hansą Rostock. W 2005 roku spadł z klubem do 2. Bundesligi. Barwy Freiburga reprezentował jeszcze przez 2 lata. Łącznie rozegrał tam 87 spotkań i zdobył 9 bramek.
W 2007 roku Mohamad odszedł do innego drugoligowego zespołu, 1. FC Köln. Pierwszy ligowy mecz zaliczył tam 31 sierpnia 2007 roku przeciwko TSV 1860 Monachium (1:1). W 2008 roku awansował z zespołem do Bundesligi. 26 września 2008 roku w wygranym 1:0 spotkaniu z FC Schalke 04 strzelił pierwszego gola w Bundeslidze. W 1. FC Köln występował przez 4 lata.
W 2011 roku Mohamad podpisał kontrakt z klubem Al-Ahli Dubaj ze Zjednoczonych Emiratów Arabskich.

## Kariera reprezentacyjna
W reprezentacji Libanu Mohamad zadebiutował w 2000 roku. W tym samym roku znalazł się w kadrze na Puchar Azji, zakończony przez Liban na fazie grupowej.